# 陽季想
陽季 想（ようき そう、1977年12月29日 - ）は、千葉県出身の男性声優。血液型はO型。かつてスタイルキューブに所属していた。

## 人物
- パフォーミング・アート・センター出身。
- 趣味はオペラ鑑賞、パーソナルコンピュータ製作、インターネット。
- 特技は歌唱、茨城弁、テニス、指圧。
- その風貌からは考えられない機敏な動きを見せる事がある。また、滝口順平の声マネが得意。
- 歩くぐるなびと呼ばれるほど、食べ物関係に詳しい。

## 出演作品

### テレビアニメ
- 怪盗レーニャ（警部）

### ゲーム
2006年
- スーパーモンキーボール〜ウキウキパーティー大集合〜（ゴンゴン、ドクター）

2007年
- アガレスト戦記（アルボル）
- スペクトラルジーン（ルーファス）
- 翡翠の雫 緋色の欠片2（弥勒）
- ミストオブカオス（アルコス、ゼドラ）

2008年
- ミブリー&テブリー（海賊王ビッグマウス、ナレーション）

2009年
- 真・翡翠の雫 緋色の欠片2（弥勒）

2010年
- 真・翡翠の雫 緋色の欠片2 ポータブル（弥勒）
- 戦国大戦（今川氏真、山崎吉家）

2013年
- 〜聖魔導物語〜（ゼオ[1]）
- フェアリーフェンサー エフ

### 歌唱
- 龍が如く2 挿入歌「神室雪月花」
- ミブリー&テブリー 挿入歌「進むぜ! パイレーツ」「ジョージとスティーヴのなるほど! ザ・ニッポン」

### テレビ
- 天才てれびくんMAX新ユゲデール物語 （じぃ）
- 声龍門（ゲスト出演）

### ナレーション
- ちゅろすでchu!（コーナーナレーション）
- クラブ セガ 湯の川（施設ナレーション）

### 舞台
- チキンテイル (脚本・演出)
- 那須ノ物語 -殺生石異聞- (脚本・演出)
- TSUCHI-GUMO -黄昏の血族、暁の王- (脚本・演出)
- Q-あなたはだぁれ?-